# Martial Debriffe
Martial Debriffe, né le 14 mars 1975, est originaire de Phalempin en France, Alsacien depuis 1994 pour ses études,, est cadre commercial à la SNCF et auteur de biographies historiques et de romans, comédien et dramaturge français.

## Biographie
En 1995, lancé par André Castelot, son « parrain de plume », il publie son premier ouvrage, La Duchesse du Maine ou la Conspiration de Cellamare.
Martial Debriffe a publié six biographies de femmes des XVIIe et XVIIIe siècles : Louise-Bénédicte de Bourbon,
Élisabeth de France, La duchesse de Bourgogne mère de Louis XV, Madame de Pompadour, Ninon de Lenclos, Charlotte Corday.
Ses biographies sur Madame de Pompadour, Ninon de Lenclos et Charlotte Corday (à Caen à l'été 2005) ont été adaptées sur scène. Par sa création de la troupe Histoire et Spectacles, sa pièce sur Madame de Pompadour a été jouée plus de 450 fois,. Ses spectacles, avec l'association Talents de Cosswiller et Suisse d'Alsace, sont : Le Secret de la Villa Marianne, Ninon de Lenclos, la belle insoumise (50 minutes), Le souper des Princes (Dîner-Spectacle), Madame de Pompadour : Histoire d'un mécénat devenu Osez Pompadour en 2013 mis en scène par Catherine Marchal.
Il est membre de la Société des gens de lettres, de la Société des écrivains d'Alsace, de Lorraine et du Territoire de Belfort, et membre depuis octobre 2015 de l'Académie des sciences, lettres et arts d'Alsace.
La campagne de la région de Wasselonne est le cadre de l'inspiration littéraire de ses romans du terroir, et également ses visites de l'île de la Guadeloupe (en particulier île La Désirade). L'Alsace se prête dans certains romans à une exposition des troubles lors de la Seconde Guerre mondiale entre Allemands et Français. Ses romans du terroir sont écrits dans le respect de la vérité historique en faisant un travail de mémoire par les témoignages des personnes qui ont traversé la Seconde Guerre mondiale.
Après ses études secondaires au lycée Marguerite de Flandres, Martial Debriffe est diplômé en droit des assurances,, et a obtenu le MBA Digital Marketing & Business à l'École des nouveaux métiers de la communication (EFAP), cet écrivain continue ses tournées de dédicaces.

## Réception de ses œuvres

### Critique littéraire et historiographique
Ses romans et biographies historiques « sont encensés par la critique » littéraire.
Mais du côté des historiens, ses biographies reçoivent une critique mitigée. Sur la biographie Marie-Adélaïde de Savoie : mère de Louis XV, l'historien Claude Michaud dit : « Le mérite principal de cet aimable livre est de ne point tomber dans l'hagiographie si courante dans ce genre de littérature ». À propos de la biographie Madame Élisabeth, la princesse martyre, l'historienne Annie Duprat dit : « Petit livre agréable à lire comme un roman. [… Mais] on regrettera le ton presque uniment hagiographique et l'absence d'informations nouvelles sur le sujet ».

### Prix et distinctions
Il a reçu le prix de la Société des écrivains d'Alsace, de Lorraine et du Territoire de Belfort pour l'ensemble de son œuvre en 2013, et la médaille d'or de l'Alliance française en 2006.
Deux de ses œuvres ont été sélectionnées au prix Hugues Capet et Le Secret de la villa Marianne a été récompensé à la fête du livre de Saint-Étienne et a obtenu le prix Terres de France.
Il a reçu le prix du Lys en 2018 pour le pinceau du roi.

## Publications
La liste suivante ne fait pas état de toutes les éditions différentes.

### Biographies
- La Duchesse du Maine ou la Conspiration de Cellamare, Paris, L'Encre, 1995, 222 p.  (ISBN 2-911202-05-8)
- Martial Debriffe, Madame Élisabeth : la princesse martyre, Paris, Le Sémaphore, 1997, 196 p. (ISBN 2-9510569-5-8)
  - Rééd. : Martial Debriffe, Madame Élisabeth : la princesse martyre, Paris, Les 3 orangers, 2006, 269 p. (ISBN 978-2-912883-58-2)
  - Sélection 1998 du Prix Hugues-Capet, et œuvre remarquée par Jean-Christian Petitfils et Antonia Fraser
- Madame de Pompadour : marquise des Lumières, Paris, Le Sémaphore, 1999, 206 p.  (ISBN 2-912283-05-1)
  - 3 adaptations théâtrales et plus de 450 représentations théâtrales, 5 rééditions, dont :
  - Madame de Pompadour : marquise des Lumières, Paris, Les 3 orangers, 2008, 297 p.  (ISBN 978-2-912883-77-3)
  - Martial Debriffe, Madame de Pompadour : marquise des Lumières, De Borée, 2018 (ISBN 978-2-8129-2326-5 et 2-8129-2326-1) (Parution le 19 avril 2018)
- Martial Debriffe, La duchesse de Bourgogne, mère de Louis XV, Univers Poche, 2013, 166 p. (ISBN 978-2-8238-0787-5, lire en ligne)
  - 1re éd. sous le titre : Marie-Adélaïde de Savoie, mère de Louis XV, Paris, Le Sémaphore, 2000, 195 p.  (ISBN 2-912283-41-8)
  - Rééd. : La duchesse de Bourgogne, mère de Louis XV, Paris, Les 3 orangers, 2007, 239 p.  (ISBN 978-2-912883-73-5))
- Martial Debriffe, Ninon de Lenclos : la belle insoumise, Paris, France-Empire, 2002, 205 p. (ISBN 2-7048-0939-9).
- Charlotte Corday, Paris, Éd. France-Empire, 2005, 268 p.  (ISBN 2-7048-1000-1)

### Romans
- Le Secret de la villa Marianne, [Sayat], De Borée, 2009, 327 p.  (ISBN 978-2-84494-991-2)
  - Ce roman est son premier. Il a été récompensé de plusieurs manières : prix Terres de France 2010, sélection France loisirs, désigné « coup de cœur » d'Anna Gavalda, récompensé à la fête du livre de Saint-Étienne
  - Réédité sous le titre : L'Enfant des deux terres, City Edition, 2017, 320 p.
- Les Peyrie, [Sayat], de Borée, 2010, 343 p.  (ISBN 978-2-8129-0190-4)
- La malédiction des Freudeneck, éditions Belfond, 2011
- Le Serment de la Saint-Jean, de Borée, 2012
- Les Adieux à Carola, éditions Belfond, 2012
- La Fleur de l'ombre, 2013
- Le Poison de la vengeance, éditions De Borée, 2014, 328 p.  (ISBN 978-2-8129-1301-3)
- La Rivière du pardon, Calmann-Lévy, 2014, 376 p.  (ISBN 978-2-7021-4479-4)
- Le Cahier des blessures secrètes, [Paris], Presses de la Cité, 2015, 363 p.  (ISBN 978-2-258-11752-5)
- Le Pinceau du roi, [Bernay], Éditions Terre d'histoires, 2017, 266 p.  (ISBN 978-2-8246-1064-1)
- Le Temps des illusions, [Saint-Victor-d'Épine], Éditions Terre d'histoires, 2017, 300 p.  (ISBN 978-2-8246-0875-4)[15]

### Divers
- Rois et Reines de France racontés aux enfants, Grrr... art éditions, 2010, 144 p.  (ISBN 291357484X)  (ISBN 9782913574847) (ou Martial Debriffe raconte Rois et Reines de France aux enfants)
- Avec Pierre Adam, L'étonnante histoire de l'Alsace, Quimperlé, La Ligne pourpre, 2010, 159 p.  (ISBN 978-2-918305-15-6)
- Strasbourg Nostalgie de 1950 à nos jours, Le Petit Fûté, 2012
- Avec Pierre Adam, Étonnantes histoires d'Alsace, éditions du Donon, 2012, 210 p.  (ISBN 978-2-914856-90-4)[16],[17]
- Avec Pierre Adam, Conte-moi l'Alsace. Sage mir das Elsass, Editions De Borée, 2013, 410 p.  (ISBN 978-2-8129-0868-2)
- Avec Pierre Adam, Étonnantes histoires de Bretagne, éditions du Donon, 2013, 256 p.  (ISBN 978-2-914856-98-0)
- Avec Pierre Adam, Conte-moi la Bretagne, Editions De Borée, 2014, 396 p.  (ISBN 978-2-8129-1093-7)
- Avec Marie-France Hascoët, Le TGV Duplex, un voyage inédit. Lifting total pour une métamorphose, Est Libris, 2015, 192 p.  (ISBN 2909449319)
  - Ce livre retrace l'histoire des débuts du TGV dessiné par Jacques Cooper[18]
- Avec Pierre Adam, Conte-moi les Alpes, Editions De Borée, 2015, 405 p.  (ISBN 978-2-8129-1306-8)

### Préfacier
- Nathalie Colas des Francs, Madame de Polignac et Marie-Antoinette : une amitié fatale, Paris, Les 3 orangers, 2008, 463 p.  (ISBN 9782912883766)